# Mondeville (Calvados)
Mondeville település Franciaországban, Calvados megyében. Lakosainak száma 10 286 fő (2022. január 1.). Mondeville Caen, Cagny, Colombelles, Cormelles-le-Royal, Giberville, Grentheville és Hérouville-Saint-Clair községekkel határos.

## Népesség
A település népességének változása:
| Lakosok száma | 9788 | 9392 | 9488 | 10 230 | 9636 | 9719 | 9868 | 9973 | 10 054 | 10 286 |
|               | 1968 | 1982 | 1990 | 2006   | 2013 | 2015 | 2017 | 2019 | 2020   | 2022   |